# Рен, Людвиг
Людвиг Роберт Рен (нем. Ludwig Robert Rehn; 7 июля 1910, Саарбрюккен, Германская империя — 1 сентября 1982, Клайнблиттерсдорф, ФРГ) — унтерштурмфюрер СС, руководитель по использованию рабочей силы в концлагере Заксенхаузен.

## Биография
Людвиг Рен родился 7 июля 1910 года в семье машиниста. С 6 до 10 лет посещал народную школу в Саарбрюккене. С 1920 года ходил в среднюю школу, которую бросил в октябре 1925 года за несколько месяцев до получения аттестата. С 1926 года учился на слесаря, сдав в 1929 году экзамен на звание подмастерья. Проработав подмастерьем у своего мастера до 30 апреля 1930 года, Рен поступил в строительную компанию, на которую работал в Париже с 1930 по 1931 год. В октябре 1931 года был уволен, после чего устроился в слесарную мастерскую в Саарбрюккене. В августе 1932 года стал безработным.
1 июня 1936 года вступил в НСДАП (билет № 6913744). 1 апреля 1935 года был зачислен в ряды Общих СС. Впоследствии устроился на работу слесарем в компанию Saarbrücker Metallgusswerk. В октябре 1935 года получил работу в службе безопасности на предприятии Saar-Gruben AG в Саарбрюккене. В 1937 году вышел из католической церкви.
В сентябре 1939 года был призван в запасной батальон Лейбтштандарта СС «Адольф Гитлер» в Лихтерфельде. После трёхмесячной подготовки был направлен в охранный батальон СС в Ораниенбурге. Вскоре был назначен охранником в концлагере Заксенхаузен. В декабре 1939 года сопровождал отряд из 60 заключённых, которые следовали из Заксенхаузена в Вевельсбург. Рен остался в лагере Вевельсбург-Нидерхаген, где был сначала охранником, а потом стал начальником трудовой службы. В лагере он принимал личное участие в избиениях узников.
В августе 1942 года был переведён в концлагерь Нойенгамме, где был заместителем руководителя по использованию рабочей силы. С 20 февраля по 6 мая 1943 посещал юнкерскую школу СС в Брауншвейге. Рен закончил учебный курс, но, по его словам, из-за разногласий с преподавателем курса не был допущен к сдаче экзаменов. После того как он прослужил в главном административно-хозяйственном управлении СС в Ораниенбурге и концлагере Майданек, 1 сентября 1943 года был переведен обратно в концлагерь Заксенхаузен. До конца войны занимал должность начальника по использованию рабочей силы. С августа по ноябрь 1944 года учился в школе административного руководства СС в Арользене. В 1944 году был награждён Крестом «За военные заслуги» 2-го класса с мечами. На должности руководителя по использованию рабочей силы определял состав рабочих команд и продолжительность рабочего дня. Кроме того, ежемесячно рассчитывался с компаниями, которые использовали принудительный труд узников концлагерей. Рен участвовал в акциях массовых убийств и отдельных убийствах, сообщая о заключённых, которые больше не были пригодны для работы, в отдел лагерной охраны. В конце апреля 1945 года в лесу близ Витштока куда были собраны заключённые, по словам нескольких свидетелей, он стрелял в группу заключённых, которые хотели утолить жажду у реки.
В мае 1945 года попал в американский плен под Гревесмюленом. Через несколько недель Рена перевели в британский лагерь для интернированных в Нойенгамме. Оттуда 6 июня 1946 года он и другие эсэсовцы из Заксенхаузена были переданы советским военным и переведены в тюрьму в Лихтерфельде. 31 октября 1947 года советским военным трибуналом на судебном процессе по делу о преступлениях в концлагере Заксенхаузен был приговорён к пожизненному заключению совместно с каторжными работами за преступления, совершённые против заключённых в лагере и на марше смерти. Отбывал наказание в Воркутлаге.
14 январе 1956 года в качестве неамнистированного военного преступника был передан властям ФРГ и освобождён. Рен вернулся к семье в Клайнблиттерсдорф, успешно обратился за финансовой компенсацией за пережитое советское заключение и вернулся к своему прежнему работодателю Saar-Gruben AG, где работал до выхода на пенсию в октябре 1967 года. Расследование, начатое в Саарбрюккене в 1959 году по факту убийства заключённых Заксенхаузена во время марша смерти, было прекращено в 1962 году. В ноябре 1970 года начался судебный процесс в Падерборне, где рассматривались убийства заключённых в концлагере Нидерхаген. 5 февраля 1971 года Рен и трое других подсудимых был оправданы по всем пунктам.